# Ciutat Vella d'Hamburg
La Ciutat Vella, en alemany Hamburg-Altstadt i baix alemany Hamborg-Ooltstadt és un barri d'Hamburg al districte Hamburg-Mitte de la mateixa ciutat a Alemanya. Es troba al lloc de la ciutat medieval intra muros desapareguda, que es va desenvolupar a l'entorn del burg carolíngia Hammaburg (primera meitat del segle ix). Avui és principalment un barri de botigues, serveis administratives i despatxos, amb pocs habitants (el 2016 eren 2257 sigui 0,1% de la població total de la ciutat) i poca vida fora de les hores feineres.
De cinc catàstrofes fetes per l'home resulta que no queden gaire edificis històrics a la ciutat vella: el gran incendi del 1842, l'urbanisme megalòman dels nazis (1933-1945), l'operació Gomorra durant la Segona Guerra Mundial el 1943, l'urbanisme funcionalista amb prioritat absoluta per al cotxe del postguerra que va trencar la ciutat i l'«arquitectura d'inversors» des dels anys 1970 fins avui. Durant l'època nazi, l'arquitecte Konstanty Gutschow (1902-1978) ja va dissenyar un pla megalòman per destruir el nucli històric i fer d'Hamburg una Führerstadt (ciutat del Führer) amb una llarga avinguda i edificis gigantescs. Es va construir una bòbila a propòsit al Camp de concentració de Neuengamme on presoners havien de treballar en circumstàncies inhumanes per contribuir al megaprojecte hitlerià. La ironia de la història vol que la destrucció massiva pels aliats va possibilitar el que el nazisme per manca de diners no va poder realitzar. Tot i la planta històrica dels carrers va quasi desaparèixer i molts cursos d'aigua, que fan l'encant d'altres ciutats històriques, van ser terraplenats. La vida (habitació, lleure, restaurants, art i cultura alternatives, bars i cafés) es va desplaçar vers els barris perifèrics amb arquitectura més íntima de Sankt Pauli, Sankt Georg, Sternschanze, Ottensen, Winterhude, Eppendorf i d'altres.

## Llocs d'interés
- El Rathaus (1886-1897), seu del govern de la ciutat estat en estil neorenaixement
- El Handelskammer, cambra de comerç
- El Binnenalster, llac (antic pantà del molí públic a l'Alster, creat el 1190)
- El Kontorhausviertel amb el Chilehaus, un conjunt d'edificis de despatxos i de magatzems, inscrit a la llista del Patrimoni de la Humanitat de la UNESCO des del 2015, junts amb l'Speicherstadt al barri de l'Hafencity.[9]
- El centre d'exposició d'art Bucerius Kunst Forum
- Els Deichtorhallen, centre d'art dedicat a la fotografia
- Hamburger Kunsthalle, museu d'art